# Gåvsta
Gåvsta is een plaats in de gemeente Uppsala in het landschap Uppland en de provincie Uppsala län in Zweden. De plaats heeft 398 inwoners (2005) en een oppervlakte van 37 hectare.

## Verkeer en vervoer
Bij de plaats loopt de Länsväg 288.